# Seminários Laveran & Deane

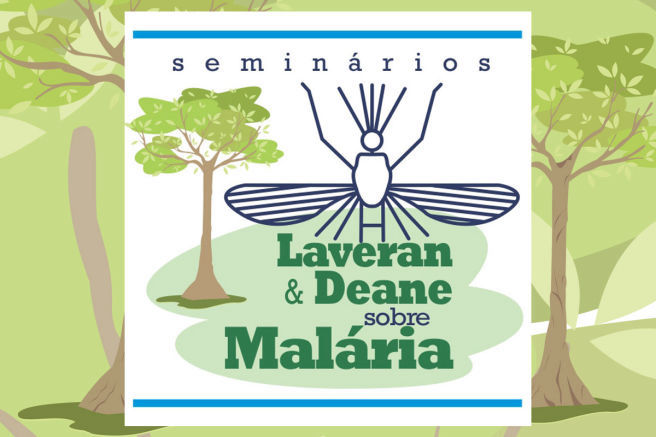
Logomarca dos Seminários Laveran & Deane

Os Seminários Laveran & Deane (SL&D) ocorrem anualmente no Instituto Oswaldo Cruz, para discutir projetos em malariologia de alunos de mestrado e doutorado de Universidades ou Institutos de Pesquisa brasileiros, com o objetivo de aperfeiçoar a pesquisa nacional no tema e aproximá-la das ações de controle no País.  

## História

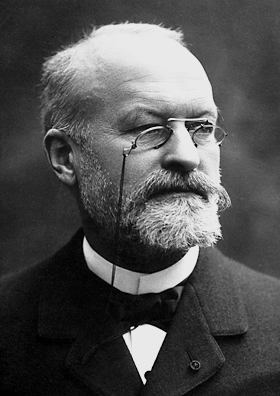
Charles Louis Alphonse Laveran (1875-1922)

Os Seminários Laveran & Deane foram criados em 1995 com o título “Seminários Laveran”, inspirados em uma iniciativa francesa de ensino em parasitologia; Les Séminaires Laveran. Concebido por Daniel Camus (Professor da Universidade de Lille), ele foi levado para o seio da Fondation Internationale Laveran (FIL), pelo Professor Pierre Ambroise-Thomas (Universidade de Grenoble), Presidente do Conselho Científico da FIL na França.

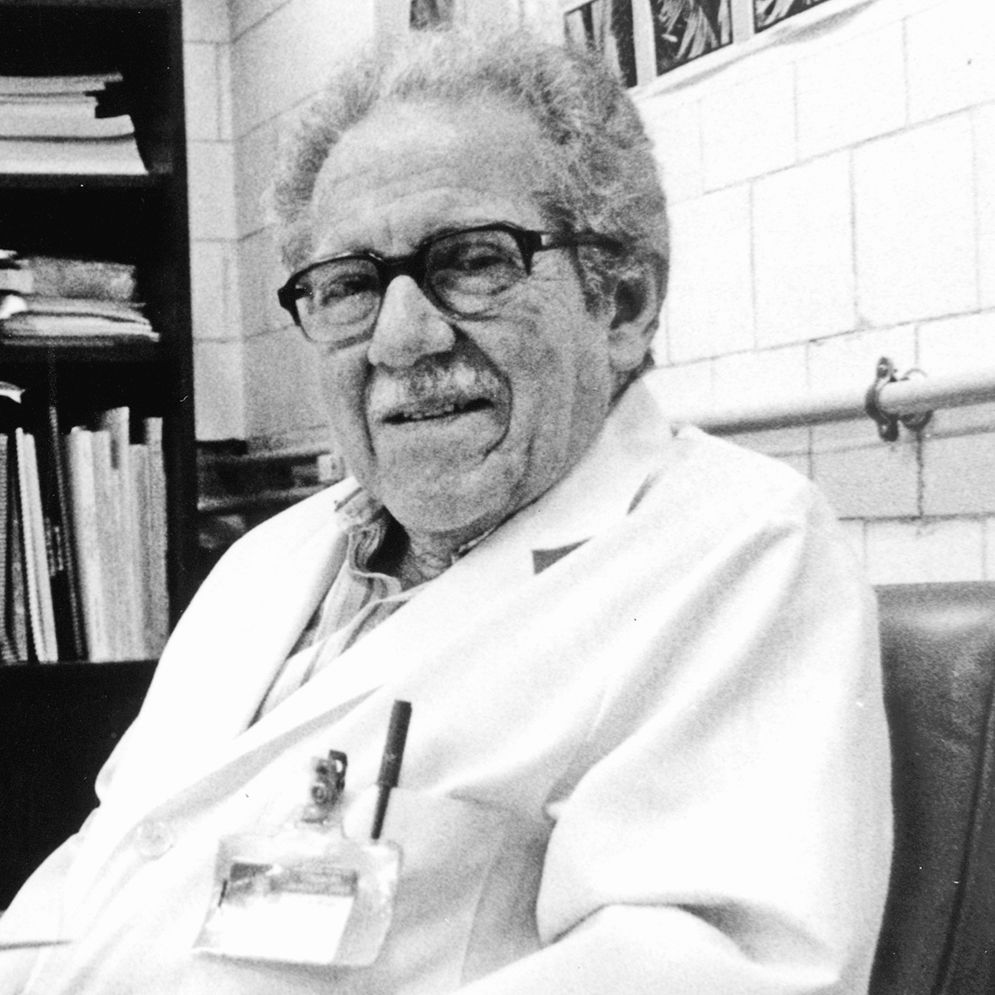
Leônidas de Mello Deane (1914-1993)

O idealizador dos Seminários Laveran & Deane brasileiros foi o imunoparasitologista Cláudio Tadeu Daniel-Ribeiro, que integrou, de 1990 até a sua dissolução, o Conselho Científico da FIL, com sede em Les Pensières: Center for Global Health da Fondation Mérieux, em Veyrier du Lac. Ele o criou junto com a Doutora Maria de Fátima Ferreira da Cruz, também pesquisadora do Laboratório de Pesquisa em Malária – berço, portanto, dos SL&D –, do Instituto Oswaldo Cruz, e com ela vem organizando desde sempre e anualmente o Seminário do qual é Coordenador.

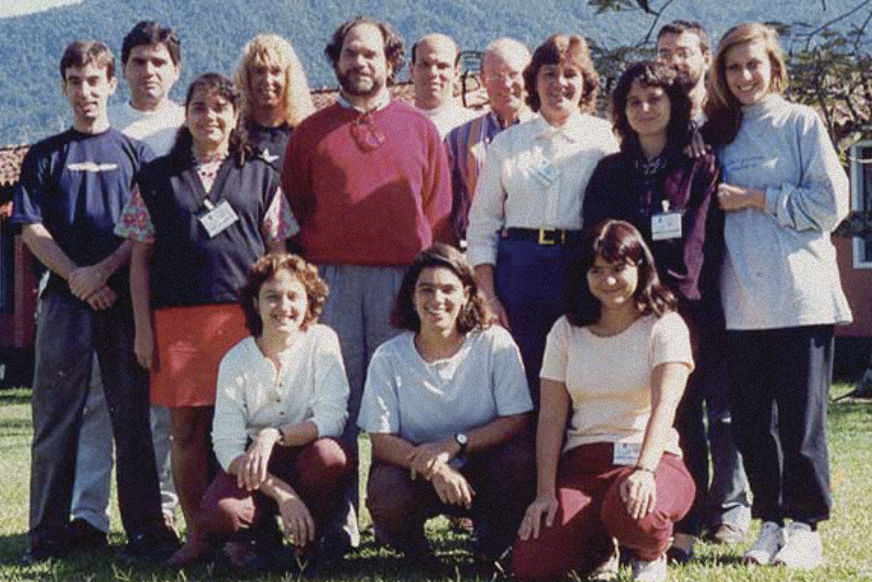
Primeira edição dos Seminários Laveran & Deane, em 1995, em Angra dos Reis

Em sua primeira edição, em Angra dos Reis, de 6 a 9 de junho de 1995, os SL&D se chamavam Seminários Laveran, em homenagem ao médico cirurgião e pesquisador francês Charles Louis Alphonse Laveran. Laveran foi pioneiro na identificação e descrição do parasito da malária, Plasmodium, em 1880. Em 1996 e 1997, segunda e terceira edições, os Seminários, então “Laveran & Grassi”, homenagearam, também, o pesquisador italiano Batista Grassi, que, em colaboração com Amico Bignami e Giuseppe Bastianelli, entre 1898 e 1899, foi capaz de descrever o ciclo do Plasmodium no mosquito Anopheles, agente transmissor da malária.
Em 2000, os Seminários adotaram, definitivamente, o título atual: Seminários Laveran & Deane, homenageando Leônidas de Mello Deane, médico parasitologista brasileiro, que estudou a epidemia de malária causada pelo Anopheles gambiae (um dos principais vetores de malária na África) no Nordeste do Brasil (1939-1942) e participou da campanha pela erradicação desse mosquito. Além disso, com sua esposa Maria Deane, desenvolveu o maior estudo que abrangeu a biologia e a distribuição geográfica dos Anopheles na Amazônia.
A imagem de uma árvore na logomarca dos Seminários corresponde a uma Samaúma, conhecida como “árvore da vida”, sagrada pelos Maias e povos indígenas. A Samaúma (Ceiba pentandra) pode ser encontrada na América Central, na Ásia, na África e é uma das maiores e mais emblemáticas árvores da Amazônia. Ao eleger a Samaúma como símbolo dos Seminários, Djane Baía, doutoranda do Programa de Medicina Tropical da Universidade do Estado do Amazonas, a intitulou de “rainha da floresta, símbolo de imortalidade, união e harmonia, como os SL&Ds".

## Os Seminários
Os SL&D acontecem anualmente durante cinco dias consecutivos, reunindo professores seniores e estudantes de mestrado e doutorado. A dinâmica é centrada na apresentação e discussão de projetos de tese em malariologia. A cada dia, há duas sessões de apresentações, seguidas de discussões de grupos sobre cada apresentação. Após as sessões de apresentação (10’ de apresentação e 40’ de discussão por projeto no plenário), três grupos, de cinco estudantes e cinco seniores em cada um, reúnem-se para rediscutir os projetos. Durante as discussões de grupos, jovens professores relatores [um(a) ex-aluno(a) do SL&D que já se doutorou – um(a) em cada grupo] produzem relatórios para cada projeto discutido, expondo as opiniões e sugestões apresentadas. Cada estudante receberá os três relatórios sobre o seu projeto e os discutirá com os seus tutores (cada estudante tem dois, e cada sênior tem dois tutelados). Ele produzirá o seu próprio relatório com base nos relatórios recebidos, nos comentários que vivenciou nas discussões plenárias e no grupo que integrou e com os seus tutores.
Estudantes e professores se reúnem separadamente e os estudantes discutem entre si sua visão dos relatórios que receberam e prepararam. Na reunião dos professores, os tutores de cada aluno proporão uma versão consolidada final do relatório (a partir dos três relatórios das discussões de grupo) para aprovação pelo conjunto dos seniores.  Caso o orientador de algum projeto apresentado esteja presente, ele deve sair da sala de reunião durante a discussão do projeto de seu aluno. O relatório final dos professores será entregue a cada aluno e enviado às agências de fomento. 
Os mestrandos e doutorandos em temas relacionados à malariologia devem se inscrever no site, apresentando carta pessoal de motivação, carta do orientador do projeto, Curriculum Lattes, projeto de tese e resumo (uma página) em língua inglesa, resumo de duas páginas em português, e documento comprobatório de inscrição no curso de pós-graduação. Os estudantes que possuem vínculo com universidades e instituições do Amazonas têm prioridade na seleção dos projetos para o Evento. 

## Edições
Todas as edições dos Seminários aconteceram no estado do Rio de Janeiro, tendo sido a primeira em Angra dos Reis, a segunda em Teresópolis e, desde 1997, na Ilha de Itacuruçá.

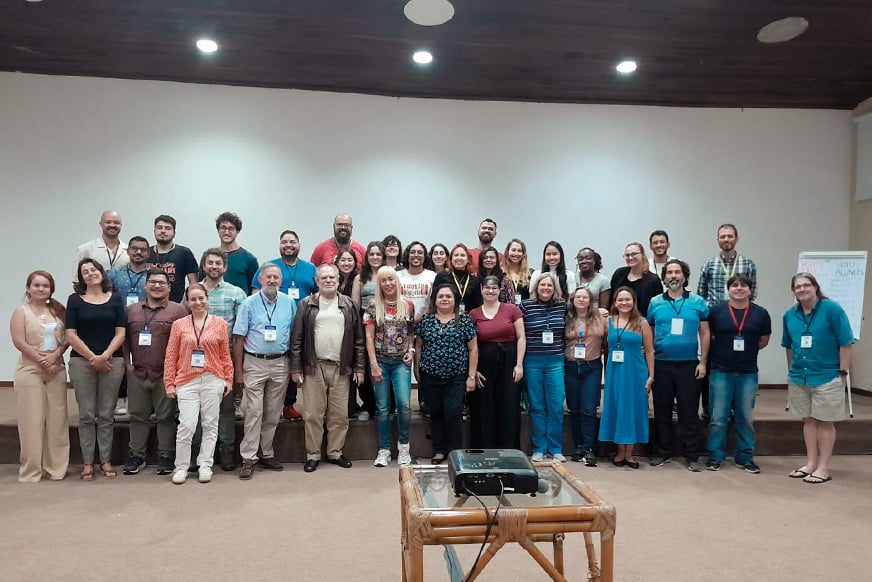
XXVII Seminário Laveran & Deane, em 2024, na Ilha de Itacuruçá

Duas professoras do Laboratório de Pesquisa em Malária também participaram da organização das quatro primeiras edições do Seminário: Dalma Maria Banic (1995, 1996 e 1999) e Joseli de Oliveira Ferreira (1996 e 1997). A partir da V Edição, todos os Seminários foram organizados integralmente por seus criadores, os atuais Organizadores Cláudio Tadeu Daniel-Ribeiro e Maria de Fátima Ferreira da Cruz. Desde o nascimento dos Seminários, sua Secretaria Executiva e gestão são asseguradas pela Analista Administrativa Sra. Claudia Castro Carvalho.

## Professores e demais participantes
A primeira edição dos Seminários teve 14 participantes, sendo 9 estudantes, e 5 professores (três da Fiocruz, um de outra Instituição nacional e um estrangeiro). O número de participantes sofreu variações em cada edição.
Número de participações em 27 edições dos Seminários Laveran & Deane:
| ANO   | EDIÇÃO | ESTUDANTES | OUVINTES | RELATORES | PROFESSORES | OBSERVADORES | TOTAL |
| ----- | ------ | ---------- | -------- | --------- | ----------- | ------------ | ----- |
| 1995  | I      | 9          | 0        | 0         | 5           | 0            | 14    |
| 1996  | II     | 9          | 3        | 0         | 10          | 0            | 22    |
| 1997  | III    | 11         | 1        | 0         | 10          | 0            | 22    |
| 1999  | IV     | 12         | 0        | 2         | 10          | 0            | 24    |
| 2000  | V      | 12         | 0        | 1         | 9           | 0            | 22    |
| 2001  | VI     | 12         | 4        | 1         | 12          | 0            | 29    |
| 2002  | VII    | 13         | 0        | 3         | 13          | 1            | 30    |
| 2003  | VIII   | 14         | 2        | 3         | 13          | 0            | 32    |
| 2004  | IX     | 13         | 2        | 3         | 13          | 1            | 33    |
| 2005  | X      | 13         | 2        | 3         | 13          | 4            | 35    |
| 2006  | XI     | 14         | 3        | 3         | 14          | 2            | 36    |
| 2007  | XII    | 15         | 2        | 3         | 11          | 1            | 32    |
| 2008  | XIII   | 15         | 4        | 3         | 12          | 3            | 37    |
| 2009  | XIV    | 15         | 4        | 3         | 13          | 0            | 35    |
| 2010  | XV     | 15         | 5        | 3         | 15          | 0            | 33    |
| 2011  | XVI    | 15         | 3        | 3         | 12          | 1            | 34    |
| 2012  | XVII   | 15         | 4        | 3         | 15          | 0            | 35    |
| 2013  | XVIII  | 15         | 4        | 3         | 16          | 0            | 37    |
| 2014  | XIX    | 15         | 2        | 3         | 13          | 0            | 32    |
| 2015  | XX     | 15         | 3        | 3         | 15          | 0            | 36    |
| 2016  | XXI    | 15         | 5        | 3         | 15          | 0            | 39    |
| 2017  | XXII   | 15         | 4        | 3         | 16          | 0            | 35    |
| 2018  | XXIII  | 15         | 4        | 3         | 22          | 0            | 37    |
| 2019  | XXIV   | 15         | 3        | 3         | 15          | 1            | 37    |
| 2022  | XXV    | 15         | 6        | 3         | 16          | 0            | 40    |
| 2023  | XXVI   | 14         | 4        | 3         | 22          | 2            | 45    |
| 2024  | XXVII  | 15         | 4        | 3         | 15          | 2            | 39    |
| TOTAL |        |            | 78       | 67        | 347         | 18           | 882   |

## Professores Eméritos
A partir do seu 20º aniversário, os SL&Ds começaram a atribuir o título de Professor Emérito a professores / pesquisadores que se diferenciaram em função de suas importantes e numerosas participações nas diferentes edições dos Seminários.
São eles os Professores Doutores listados abaixo:
- Antonio Guilherme Fonseca Pacheco (PROCC, Fiocruz)
- Carlos Eduardo Tosta da Silva (UnB)
- Claudio José Struchiner (PROCC, Fiocruz)
- Dalma Maria Banic (IOC, Fiocruz)
- Daniel Camus (Inst Pasteur, Univ. Lille)
- Enrique Medina Acosta (UENF)
- Francisco Inácio Pinkulsfeld Monteiro Bastos (ICICT, Fiocruz)
- Guilherme Loureiro Werneck (UERJ, UFRJ)
- Joseli de Oliveira Ferreira (IOC, Fiocruz)
- Maria Anice Mureb Sallum (USP)
- Maria das Graças Alecrim (FMT-HVD, Manaus)
- Mariano Gustavo Zalis (UFRJ)
- Mércia Eliane de Arruda (IAM, Fiocruz)
- Pedro Luiz Tauil (UnB)
- Ricardo Lourenço de Oliveira (IOC, Fiocruz)
- Wilson Duarte Alecrim (FMT-HVD, Manaus)

Homenagens in memoriam:
- Alexandre Afrânio Peixoto (IOC, Fiocruz)
- Henrique Leonel Lenzi (IOC, Fiocruz)
- José Maria de Souza (IEC, UFPA, Belém)
- Juliana de Meis (IOC, Fiocruz)
- Luiz Carlos de Lima Silveira (UFPA, Belém)
- Maurício Martins Rodrigues (EPM, Unifesp)
- Ogobara Doumbo
- Pierre Ambroise-Thomas (Univ. Grenoble)
- Wanderli Pedro Tadei (INPA, Manaus)